# Dzioboróg abisyński
Dzioboróg abisyński, dzioborożec abisyński (Bucorvus abyssinicus) – gatunek dużego ptaka z rodziny dzioborożców (Bucerotidae) występującego w środkowej Afryce w okolicach na południe od Sahelu. Jest narażony na wyginięcie. Nie wyróżnia się podgatunków.

## Morfologia
Długość ciała wynosi 90–100 cm, masa ciała u samca około 4 kg. Większość upierzenia ma kolor czarny. Na głowie występuje kostny „kask” pokryty keratyną, a mający swój początek w górnej szczęce. Lotki I rzędu wyróżniają się białym kolorem. U samców wokół oka występuje połać niebieskiej skóry, zaś na gardle skóra niebiesko-czerwona. Samice mają jedynie niebieskie płaty nagiej skóry.

## Zasięg występowania
Dzioboróg abisyński występuje w południowej Mauretanii, Senegalu i Gwinei i dalej na wschód po Erytreę, Etiopię, północno-zachodnią Somalię, północno-zachodnią Kenię (według innego źródła północno-wschodnią) i Ugandę.

## Ekologia
Środowiskiem życia gatunku są sawanna, półpustynne zakrzewienia i obszary kamieniste. Preferuje krótką roślinność, która ułatwia żerowanie. Zamieszkuje suchsze obszary niż drugi z dzioborogów – kafryjski (B. leadbeateri). Żeruje na bezkręgowcach i małych kręgowcach, pokarm jest urozmaicony. Zjada m.in. żółwie, jaszczurki, pająki, chrząszcze i gąsienice. W niewoli może żyć 40 lat.

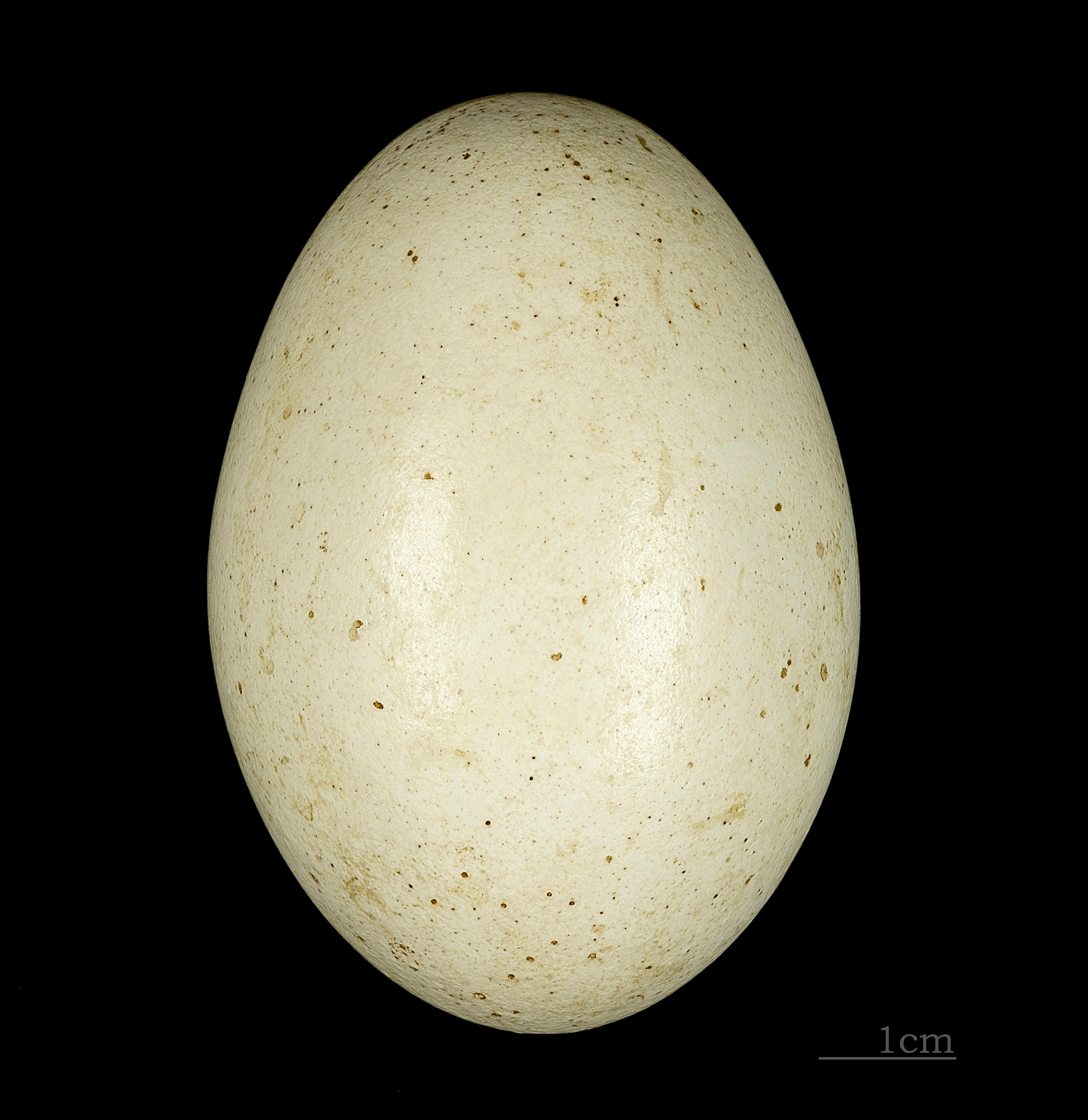
Jajo z kolekcji muzealnej

### Lęgi
Okres lęgowy różni się w zależności od miejsca. W zachodniej Afryce trwa od czerwca do sierpnia, w Nigerii i Ugandzie – w styczniu, a ptaki z Kenii wyprowadzają swe lęgi w listopadzie. Gniazduje w dziuplach, jednak toleruje również zagłębienia między skałami lub w strukturach pochodzenia antropogenicznego. Wyściółkę stanowią suche liście. Samica składa jedno lub dwa jaja. Po 37–41 dniach klują się pisklęta; ważą wtedy około 70 g. Młode klują się niesynchronicznie. Młodsze pisklę zwykle ginie po około 4 dniach w wyniku wygłodzenia, kiedy drugie pisklę waży już blisko 350 g. Po 21–23 dniach samica opuszcza gniazdo i pomaga samcowi w karmieniu pisklęcia. Po blisko 80–90 dniach życia młode jest już w pełni opierzone.

## Status
Międzynarodowa Unia Ochrony Przyrody (IUCN) od 2018 roku klasyfikuje dzioboroga abisyńskiego jako gatunek narażony na wyginięcie (VU – Vulnerable); wcześniej, od 1988 roku miał on status najmniejszej troski (LC – Least Concern). BirdLife International uznaje globalny trend liczebności populacji za spadkowy. Główne zagrożenia dla gatunku to utrata i degradacja siedlisk oraz polowania.